# Gedlapalya, Dod Ballapur
Gedlapalya là một làng thuộc tehsil Dod Ballapur, huyện Bangalore Rural, bang Karnataka, Ấn Độ.